# Танагра пунійська
Тана́гра пунійська (Stilpnia meyerdeschauenseei) — вид горобцеподібних птахів родини саякових (Thraupidae). Мешкає в Перу і Болівії. Вид названий на честь американського орнітолога Родольфа Меєра де Шауенсі..

## Опис
Довжина птаха становить 14 см. Верхня частина голови жовтувато-зелена, скроні бірюзово-зелені. Плечі і спина синьо-зелені. Нижня частина тіла рівномірно блакитнувата з охристим відтінком.

## Поширення і екологія
Пунійські танагри мешкають на східних схилах Анд в південному Перу (Пуно) і на крайньому заході Болівії (Ла-Пас), зокрема в Національному парку Мадіді. Вони живуть у високогірних чагарникових заростях, на високогірних луках, на узліссях вологих гірських тропічних лісів, в садах і на плантаціях. Зустрічаються поодинці, парами або невеликими зграйками, на висоті від 1450 до 2200 м над рівнем моря. Часто приєднуються до змішаних зграй птахів. Живляться плодами, дрібними комахами та іншими безхребетними.

## Збереження
МСОП класифікує стан збереження цього виду як близький до загрозливого. За оцінками дослідників, популяція пунійських танагр становить від 1500 до 3800 птахів. Їм може загрожувати знищення природного середовища.